# Sogiuntis
Els sogiuntis (en llatí Sogiuntii) eren un poble gal alpí esmentat per Plini el Vell a la llista que dona dels pobles vençuts per August que es troba al Trofeu dels Alps. No se sap el territori que ocupaven però s'especula que podria ser al nord-est de Briançon.